# メータースタンプ
メータースタンプ（英: Meter stamp）は、郵便物の差し出し等において、郵便切手の貼り付けに代えて（通常は郵便物に）専用の機械（postal franking machine。日本では郵便料金計器）により料金額を表示し、料金納付の取り扱いをする万国郵便連合共通の制度で用いられる印影をいう。
日本でこの制度は、料金計器別納といい、内国・国際郵便ともに通用する。「メータースタンプ」は切手収集家の呼び方で、郵便局では証紙と呼ぶ。
ラベルに印刷されて切手と同様に貼られている場合と、官製はがきのように郵便物に直接印刷されているものがある。また、切手と同様に、郵便に関し支払うべき諸料金、たとえば受取人払・着払の料金、私設差出箱の取集料、交換手数料等を、その額の印影を紙片に表示し、提出して納付することも認められている。
郵便局において、窓口に配備された端末機器および現金を入れる自動証紙発行機で発行・貼付される、料額を印字した紙片（料金証紙）と、一般の需要家（使用を法人・官署に限るような定めはない）が、郵便事業者（日本においては日本郵便株式会社。）に指定された郵便料金計器を購入して集配郵便局長または指定した郵便局長から承認を受け、自ら印字するものがある。後者の場合の料金等の支払方法には、予納と、料金後納と同様の後納がある。

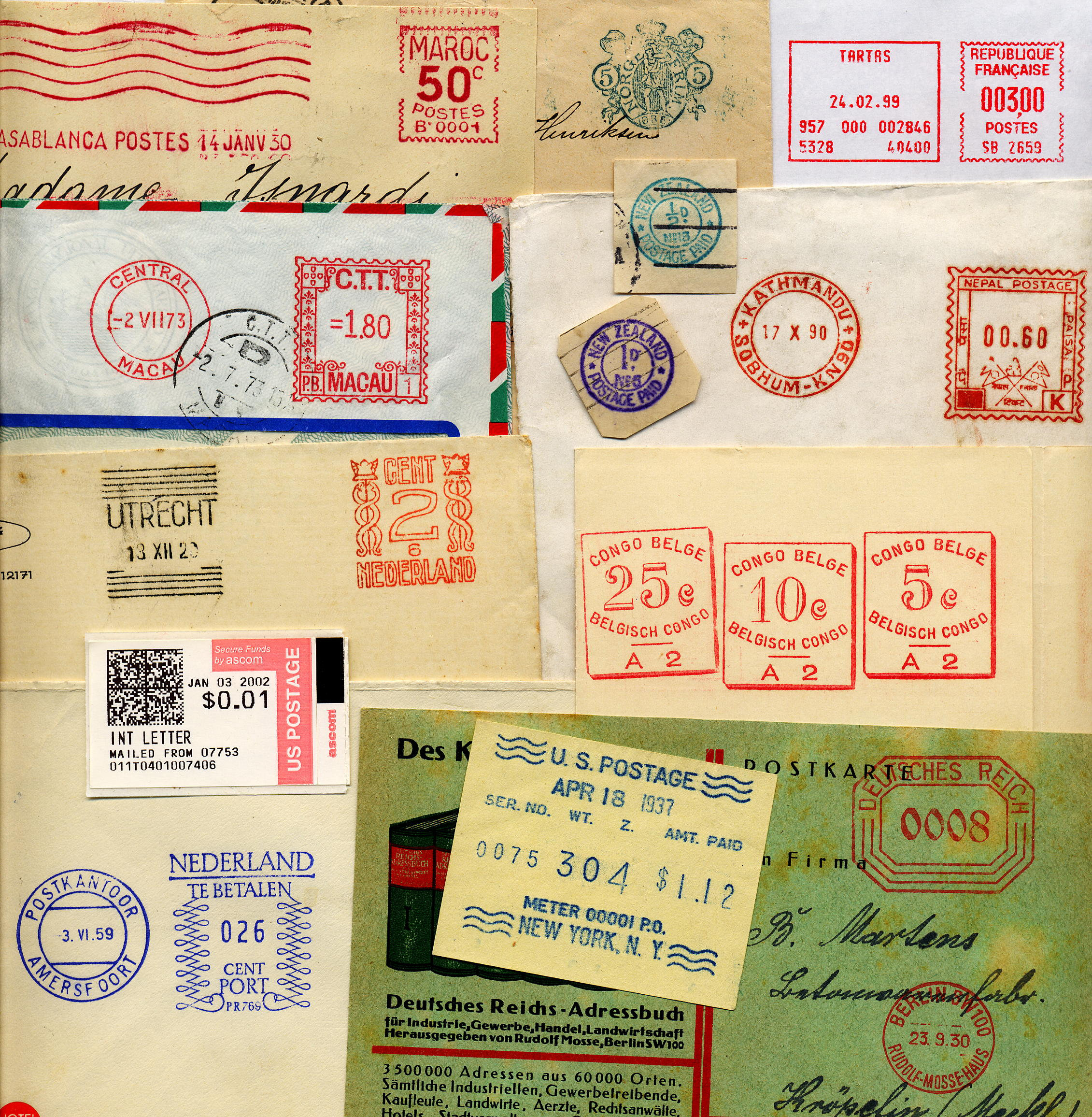
世界のさまざまなメータースタンプ

## 概要
世界の郵便制度において、差出人の前納（郵便切手の購入）により、それを郵便物に貼り付けて差し出すこととする郵便切手の制度から、さらなる利便を増進するものとして、「差出人（需要家）があらかじめ郵便料金を払い込んで機械に登録させ、払込金の残高内で差し出しの度にその料金を印字し、切手の貼り付けに代える制度」が構想され、1920年に万国郵便連合の共通制度として採用された。
日本（かつての海外領土を別とする）においての導入はそれにかなり後れた1950年、東京郵便局（当時）に外国郵便（現・国際郵便）の郵便窓口における料金収受のためのものとして配備されたのが初めである。需要家が自ら料金を印字する制度は、さらに後れ、1953年から計器の認可・発売が始まった。また同年に窓口配備計器を含む内国郵便料金収受への使用が開始された。その後、全国の大きな普通郵便局に配備が広がり、2005年現在、ほとんどの郵便局に郵便料金計器が配備されている。
郵便局の料金証紙や需要家の印影表示により差し出される郵便物は、日本郵便の内国郵便約款により料金計器別納の郵便物として取り扱われる。メータースタンプと料金計器別納については、万国郵便連合「通常郵便に関する施行規則」および日本郵便「内国郵便約款」ならびに郵便料金計器の指定の取り決めで詳しく規定されている。
郵便局名・郵便料金・差し出し日のほか、「速達」「簡易書留」等が印字される。後日差し出す場合は、その日付で印字することもできるが、その日より前に差し出すことはできない。印字されている日に差し出しできなかった場合、翌日に差し出す方法がある。
日本では、インクは赤色のほか、広告のフルカラー表示もある。日付の形式は、外国郵便用の消印と同様に、日、月、年の順のものがある。
郵便局が指定した別納による料金計器を販売する大手企業としてはピツニーボウズ社などがある。

## 利点
郵便局に配備された郵便料金計器については、以下のようなことなどが挙げられる。
- 郵便物等の種別量目を入力することにより、引き受け時におけるPOSの機能を果たし、売上管理を深度化できる。
- 計器による自動計算と証紙打ち出しにより、誤算の恐れや複数切手貼付の手数を避けられる。
- 郵便切手の売り切れが無くなり、販売機会の損失を避けられる。

需要家が購入した郵便料金計器については、以下のようなことなどが挙げられる。
- 郵便切手の常備が不要となり、貼り付け・券種取り揃え・管理の手間や散逸・盗用の損失を避けられる。（メータースタンプには換金性がない。計器は鍵やICカードで作動させる。）
- 印影の金額は自由に設定でき、また専用の秤と連動させてパネルで種別を選定すれば料金が自動で算出される[1]ことから、少量多種の郵便物にも対応でき、少額な（必要な料金にちょうど合う）切手のないことによる過納の損失がない。
- 料金別納および料金後納と異なり、切手のように、書留郵便以外の郵便物等は、一定の地域内の郵便差出箱（ポスト）へ投函できるため、前二者の差し出し方法に必要な郵便局への持ち込み、窓口での通数勘定・帳票記入等の手数が省ける。
- 後納での金融機関による引き落としや、オンラインによる予納のできる機種もある。
- 計器に広告の図柄を登録し、印影と共に表示することができる。日本においては、広告のフルカラー表示機種も認められている。
- 郵便区内特別、広告郵便等の割引郵便物や年賀特別郵便にも使用できる。

また両者とも、切手を併せて貼り付けられた場合を除き通信日付印（消印）は押捺されず、引き受け処理の省力化に資する。

## 欠点
- 郵便料金計器はかなり高価である。そのため、置いていない簡易郵便局もある（郵便料金を算出する秤（レタースケール）はある）。郵便取扱いを行うコンビニやスーパーなども置いていない。尚、海外では、ハンコ型のメータースタンプが普及しており、日本の様な料金計器は不要である。
- 日付も印字されるため、手紙に同封して任意の日に返信してもらう等の用途には使えない。
- 基本的に図柄が額面によらず同じのため、同時に多種の郵便物を扱う場合は証紙を貼り違える等、事務上のミスが起こりやすい。

## その他
- 基本的に図柄が同じため、一般的な切手や消印のコレクターからは敬遠される。だが額面部分以外の広告スペースに各企業・団体等の個性が表れるため、この部分に着目したコレクターも存在する。また当然各国毎にデザインは異なるので、外国切手の一種としてのコレクションにもなり得る[2]。